# Corpi Sportivi

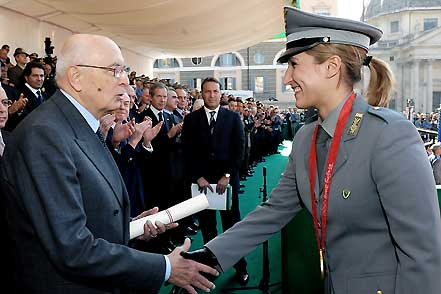
Chiara Cainero von der G. S. Forestale wird nach ihrem Olympiasieg von Staatspräsident Giorgio Napolitano empfangen.

Die Corpi Sportivi (C. S.) bzw. Gruppi Sportivi Militari sind die Sportgruppen der italienischen Militär- und Polizeiorganisationen sowie der Feuerwehr.

## Funktion
In Italien sind die Sportgruppen von Militär und Polizei in der Regel den vom Comitato Olimpico Nazionale Italiano anerkannten Sportverbänden angeschlossen und insbesondere bei nationalen und internationalen Sportwettkämpfen aktiv. Italienische Sportler, die ihren Sport nicht als Profi betreiben, sind in aller Regel bei einer dieser Sportgruppen tätig. Bei den Olympischen Spielen 2012 gehörten 194 der insgesamt 290 Athleten der italienischen Delegation einer solchen Sportgruppe an.
Alle vier italienischen Teilstreitkräfte sind mit entsprechenden Sportzentren ausgestattet.

## Übersicht der Sportgruppen
| Militär                    |                                            |      |
| C. S. Esercito             | Esercito Italiano (Heer)                   | 1960 |
| G. S. Marina Militare      | Marina Militare (Marine)                   | 1952 |
| C. S. Aeronautica Militare | Aeronautica Militare (Luftwaffe)           | 1964 |
| C. S. Carabinieri          | Carabinieri (Gendarmerie)                  | 1964 |
| Polizei                    |                                            |      |
| G. S. Fiamme Oro           | Polizia di Stato (Staatspolizei)           | 1954 |
| G. S. Fiamme Gialle        | Guardia di Finanza (Finanzpolizei)         | 1881 |
| G. S. Fiamme Azzurre       | Polizia Penitenziaria (Gefängnispolizei)   | 1983 |
| Feuerwehr                  |                                            |      |
| G. S. Fiamme Rosse         | Vigili del Fuoco                           | 2013 |
| Ehemalige                  |                                            |      |
| G. S. Forestale            | Corpo Forestale dello Stato (Forstpolizei) | 1955 |

Die G. S. Forestale der Forstpolizei wurde 2017 in die Sportgruppe der Carabinieri überführt.